# Йоганн Марія Фаріна
Йога́нн (Джова́нні) Марі́я Фарі́на (8 грудня 1685, Санта-Марія-Маджоре, П'ємонт, Італія — 25 листопада 1766, Кельн) — засновник парфумерної фабрики в Кельні, виробник парфумів «Eau de Cologne» (нім. Kölnisch Wassers).

## Життєпис

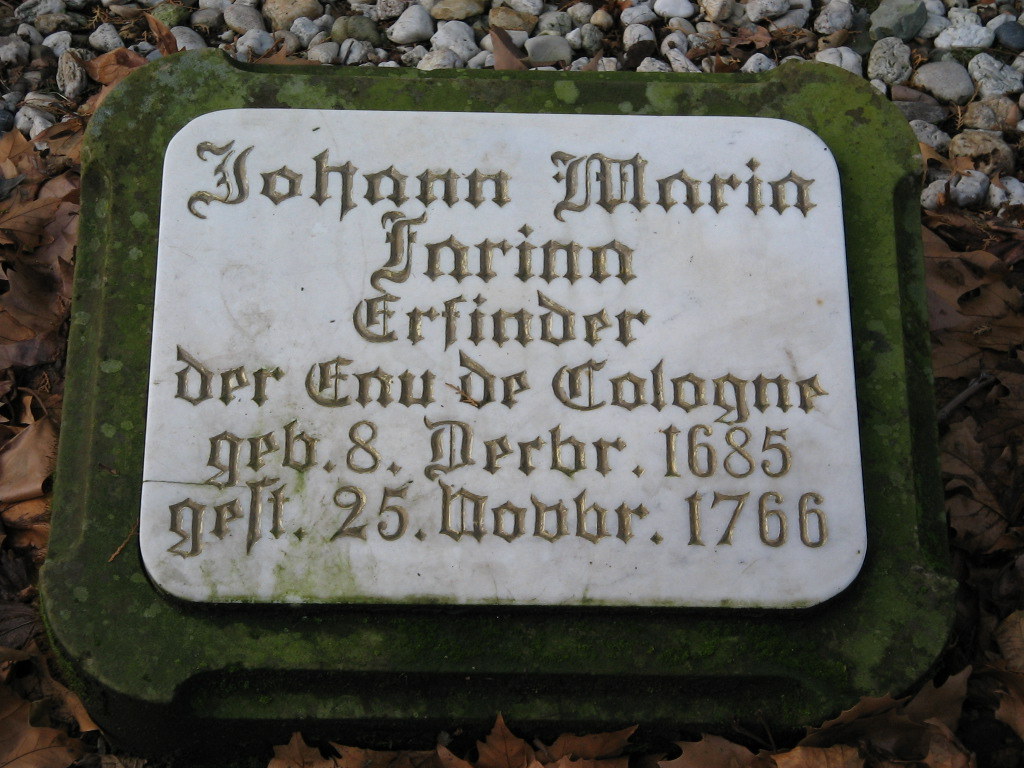
Йоган Марія Фаріна

Народився 8 грудня 1685 року в Санта-Марія-Маджоре регіону П'ємонт, Італія.
У 1709 році Йоган Марія Фаріна заснував в Кельні мануфактуру. Фаріна називає свої парфуми на честь нової батьківщини, міста Кельна — «Кельнська вода» або італ. EAU DE COLOGNE — одеколон. Завдяки чому Кельн стає відомим у всьому світі містом парфумерів.
У XVIII столітті «Кельнську воду» замовляє вищий світ всієї Європи: Фаріна забезпечує одеколоном двір королеви Вікторії; більшість монархів Європи наслідують її приклад, зокрема, прусський король Фрідріх II дарує одеколон російській цариці Катерині II; пізніше одеколон замовляє й російський цар Олександр І.
За словами Вольтера, одеколон Фаріни сприяє натхненню. Гете згадує «кельнську воду» в трагедії «Фауст», його люблять і російські письменники Микола Гоголь та Лев Толстой. «Кельнською водою» користувалися Оскар Уайльд, Томас Манн, Марлен Дітріх та принцеса Діана.

Таємницею цього аромату і його успіху було досконало опановане мистецтво дистиляції, яке Фаріна привіз із собою з Італії, де народився. Популярність оригінальних парфумів Фаріни призвела до появи на європейському ринку у XIX столітті імітації з назвою «Кельнська вода», парфумерна композиція якої суттєво відрізнялася від оригіналу. У листі до свого брата у 1708 році Фаріна пише:
|  | Мій аромат нагадує весняний ранок в Італії після дощу; апельсини, лимони, грейпфрут, бергамот, цедрат, квіти та трави моєї батьківщини. |

## Вшанування
Кельн шанує пам‘ять видатного парфумера: статуя Йогана Марії Фаріни (1685—1766) прикрашає вежу міської ратуші. Парфуми Eau de Cologne Farina виготовляються донині за оригінальною рецептурою. Сьогодні багатовікову історію одеколону продовжує Йоган Марія Фаріна, нащадок Фаріни у восьмому поколінні.